# Свадьба Святополка и дочери Болеслава Храброго
«Свадьба Святополка и дочери Болеслава Храброго» (пол. Zaślubiny Światopełka z córką Bolesława Chrobrego) — картина польского художника Яна Матейко на исторический сюжет, созданная в 1892 году. Хранится в частной коллекции.
На картине изображены сидящие на престоле русский князь Святополк и его жена, дочь польского князя Болеслава Храброго. За их спинами стоит епископ колобжегский Рейнберн.